# Zwangerschapsecho

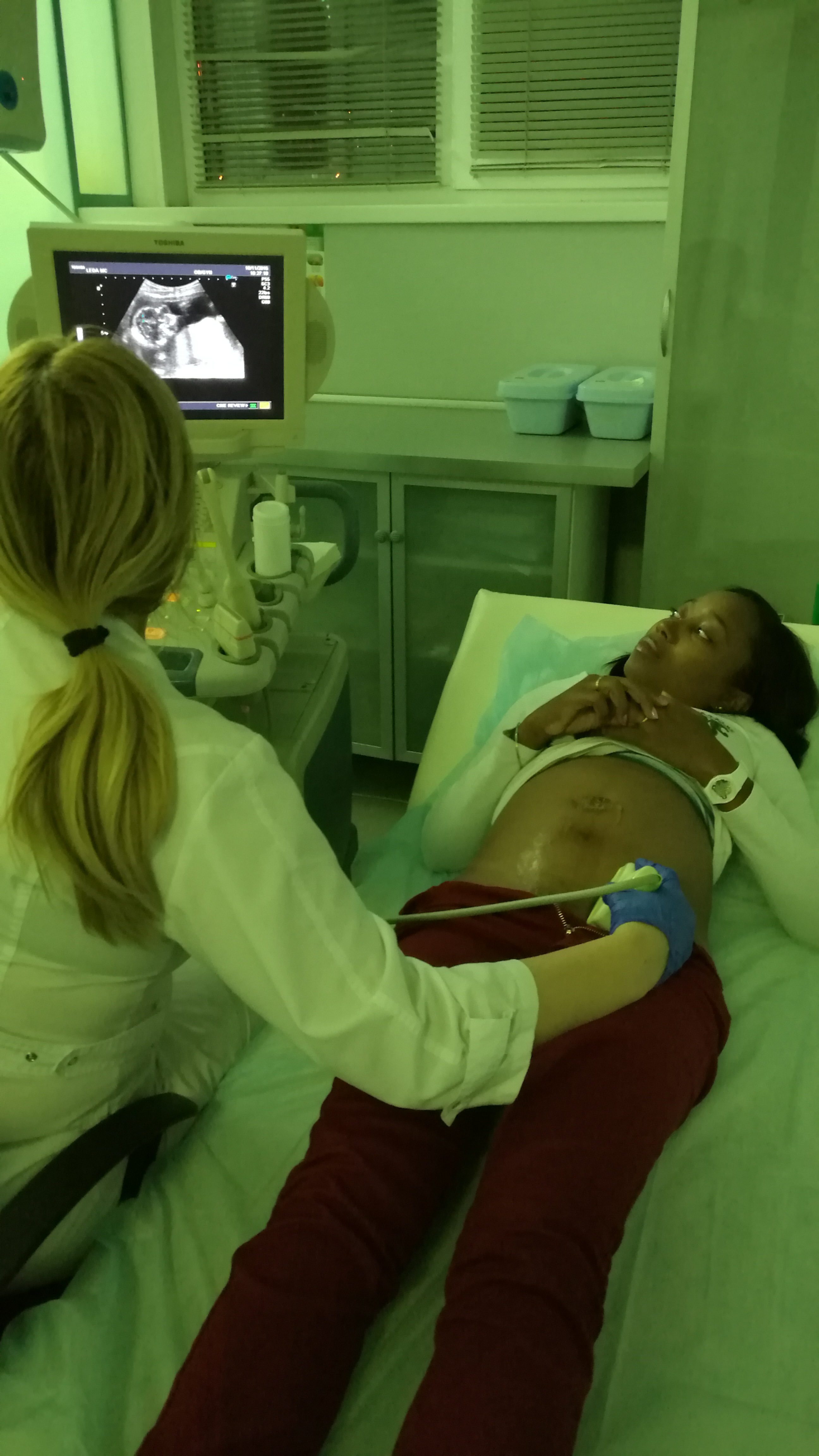
Zwangerschapsecho

Een zwangerschapsecho is een medische procedure die wordt uitgevoerd tijdens de zwangerschap om informatie te verkrijgen over de foetus en moeder. Het is een niet-invasieve en veilige techniek die gebruikmaakt van geluidsgolven om beelden van de baarmoeder en de zich ontwikkelende baby te produceren. Deze medische beelden zijn waardevol voor zowel zorgverleners als aanstaande ouders, omdat ze informatie verschaffen over de groei, ontwikkeling en gezondheid van de foetus.
Zwangerschapsecho's worden over het algemeen uitgevoerd door een echoscopist.

## Doelen
- Bevestigen van zwangerschap: een vitaliteitsecho (vroege zwangerschapsecho) kan worden gebruikt om de zwangerschap te bevestigen.
- Bepalen van de uitgerekende datum: een termijnecho kan worden gebruikt om de duur van de zwangerschap en daarmee de uitgerekende datum te bepalen
- Detecteren van aangeboren afwijkingen: de 13 wekenecho (ETSEO)[1] en de 20 wekenecho (TTSEO)[2] kunnen worden uitgevoerd om mogelijke aangeboren afwijkingen bij de baby op te sporen. Indien er voorafgaand aan de echo een verhoogd risico bestaat op een aangeboren afwijking, dan wordt er een 13 weken GUO of een 20 weken GUO aangeboden.
- Controle van de foetale groei: indien er een indicatie bestaat voor het uitvoeren van een groeiecho (bijvoorbeeld hoge bloeddruk, diabetes, gebruik van bepaalde medicatie, een eerder groot of juist klein kind of twijfel vanuit de zorgverlener over de grootte van de buik), dan wordt deze echo door de zorgverlener (verloskundige of gynaecoloog) ingepland bij een echoscopist om te controleren of de groei binnen normale grenzen verloopt. Deze echo's worden in het derde trimester verricht.
- Controleren van de positie van de placenta: de positie van de placenta wordt beoordeeld tijdens de 20 weken echo. Indien deze met de uitwendige echo dicht bij de baarmoedermond lijkt te liggen, wordt aanvullend een inwendige echo verricht. Indien deze dicht bij de baarmoedermond ligt, wordt de afstand tussen 30 en 32 weken zwangerschap nogmaals bepaald. Indien de placenta voor de baarmoedermond ligt (placenta praevia) dan wordt er doorverwezen naar een gynaecoloog.
- Indien er bij het uitvoeren van een van bovenstaande echo's een vermoeden op een afwijking bestaat, dan wordt een zwangere door de zorgverlener doorverwezen voor een geavanceerd ultrageluid onderzoek (GUO).
- Bij twijfel over een groeivertraging wordt er doorverwezen naar de gynaecoloog om de conditie van de placenta te beoordelen middels doppler echoscopie.

## Uitvoering
- Voorbereiding: meestal is er weinig voorbereiding nodig voor een echo. Afhankelijk van het doel van de echo kan een volle blaas nodig zijn voor een beter zicht op de baarmoeder. Bij een inwendige echo dient de blaas juist leeg te zijn.
- Echogel: een gel op de buik van de zwangere vrouw helpt de geluidsgolven beter door te geven en zorgt voor duidelijkere beelden.
- Beeldinterpretatie: een gecertificeerd echoscopist interpreteert de beelden en rapporteert de bevindingen aan de zorgverlener en de aanstaande ouders.

## Veiligheid en ethiek
Zwangerschapsecho's worden over het algemeen als veilig beschouwd, maar het is belangrijk om ze alleen te laten uitvoeren door getrainde professionals. Er wordt ook rekening gehouden met ethische overwegingen, zoals de keuze van ouders om al dan niet informatie over mogelijke afwijkingen te verkrijgen. Een pretecho valt niet onder medische zorg.

## Conclusie
Zwangerschapsecho's zijn voor zorgverleners een waardevol instrument voor het monitoren van de groei en ontwikkeling van de foetus en bieden aanstaande ouders de mogelijkheid om de ontwikkeling van hun baby te volgen. Het is essentieel om deze procedures te ondergaan onder begeleiding van gekwalificeerde gezondheidswerkers om de veiligheid en nauwkeurigheid te waarborgen.